# 米爾德里德 (明尼蘇達州)
米爾德里德（英語：Mildred）是位於美國明尼蘇達州卡斯縣派恩里弗鎮區的一個非建制地區。

## 地理
米爾德里德所處的海拔為高於海平面409米（即1342英呎），而該地所採用的時區為UTC-6，即北美中部時區（CST）。同時該地設有夏令時間，為UTC-6調快一小時，即UTC-5（CDT）。